# Aquele 1%
"Aquele 1%" é uma canção da dupla sertaneja brasileira Marcos & Belutti com a participação do cantor Wesley Safadão. A canção foi lançada nas plataformas digitais no dia 16 de junho de 2015 e lançada como terceiro single do álbum Acústico Tão Feliz nas rádios no dia 17 de agosto de 2015. Figurou como uma das canções mais executadas durante o final do ano de 2015 e o início do ano de 2016.

## Composição
A canção é composta por Vinicius Poeta e Benício. Inclusive, contem um erro semântico na letra, exatamente na frase "trato todas iguais", quando na verdade deveria ser "trato todas igual", pois o adjetivo não deve estar conjugado no plural.

## Videoclipe
A canção ganhou um videoclipe oficial em 12 de junho de 2015. O vídeo possui cenas ao vivo do DVD Acústico Tão Feliz.

## Apresentações ao vivo
A dupla apresentou a canção "Aquele 1%" no programa Esquenta!, da Rede Globo, no dia 5 de julho de 2015.

## Lista de faixas
- Download digital[2]

1. "Aquele 1%"

## Desempenho nas tabelas musicais
| Tabela musical (2015)                     | Melhor posição |
| ----------------------------------------- | -------------- |
| Brasil - Billboard Brasil Hot 100 Airplay | 1              |

### Tabelas de fim de ano
| Tabela musical (2016)                     | Melhor posição |
| ----------------------------------------- | -------------- |
| Brasil - Billboard Brasil Hot 100 Airplay | 80             |

## Histórico de lançamento
| Região | Data                 | Formato(s)       | Gravadora |
| ------ | -------------------- | ---------------- | --------- |
| Brasil | 16 de junho de 2015  | Download digital | Som Livre |
| Brasil | 17 de agosto de 2015 | Airplay          | Som Livre |